# دوري آيسلندا الممتاز 1923
دوري آيسلندا الممتاز 1923 (بالآيسلندية: Efsta deild karla í knattspyrnu 1923) هو الموسم 12 من  دوري آيسلندا الممتاز. كان عدد الأندية المشاركة فيه  4، وفاز فيه نادي فرام.